# 石狩平原

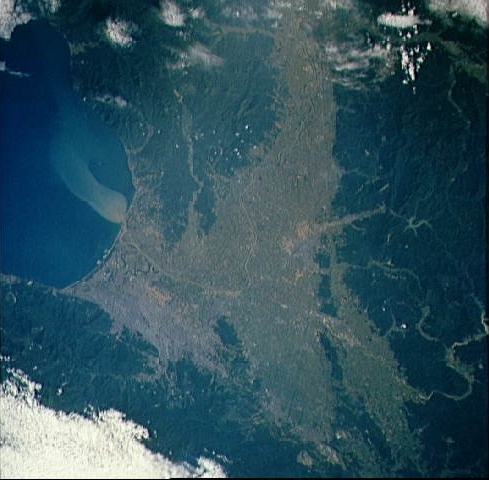
石狩平原

石狩平原（日语：石狩平野）位於日本北海道的中西部，面積四千平方公里。

## 平原概況
石狩平原位于日本北海道南部，是日本第二大平原，北海道最大的平原。为北海道最大的河流石狩川冲积而成，北临増毛山地、东至夕張山地,西南与余市岳、恵庭岳与傍。在平原的西南部，即石狩川的河口，有日本第四大城市札幌。

## 平原地質
石狩川及其支流下游為沖积平原，有大片低湿泥炭地。 平原南部火山灰土广布。

## 外部連結
- 石狩平野 （页面存档备份，存于） - Kotobank（日語）